# منوتیک
منوتیک (انگلیسی: Manotick) یک جامعه در ریدو-گلبورن وارد در بخش جنوبی روستایی شهر اتاوا، انتاریو، کانادا است. منوتیک حومه شهر است که در کنار رود ریدو، بلافاصله در جنوب حومه بارهاون و ریورساید ساوت، اوتاوا، حدود ۲۵ کیلومتر (۱۶ مایل) از مرکز شهر اتاوا واقع شده‌است.